# Yip Pin Xiu
Dans ce nom chinois, le nom de famille, Yip, précède le nom personnel Pin Xiu.
Yip Pin Xiu (chinois : 叶品秀 ; pinyin : Yè Pǐnxìu), née le 10 janvier 1992, est une nageuse handisport singapourienne, spécialiste du dos. Elle est quadruple championne paralympique et possède deux records du monde sur le 50 m dos S2 et le 100 m dos S2. 
Elle est atteinte de dystrophie musculaire, se déplace en fauteuil roulant depuis l'âge de 13 ans et concourt dans la catégorie S3 pour les handicapés physiques. Aux Jeux paralympiques d’été 2008, elle remporte une médaille d’or au 50 m dos et une médaille d'argent sur le 50 m nage libre, établissant des records du monde sur les deux courses. Aux Jeux paralympiques d’été 2016, elle remporte une médaille d’or au 100 m dos S2 en battant le record du monde. 
En l'honneur de ses exploits aux Jeux paralympiques, elle reçoit la médaille du service méritoire (Pingat Jasa Gemilang) lors de la cérémonie de remise des prix de la fête nationale et est nommée « Young Woman Achiever of the Year » par le magazine local Her World. Ses réalisations contribuent au débat public sur le traitement et la reconnaissance des athlètes handicapés à Singapour. 
Le 17 septembre 2018, Yip devient membre nommée du Parlement à Singapour. Son mandat débute le 22 septembre 2018 et elle est assermentée le 1er octobre 2018. Elle est alors la plus jeune membre nommée du Parlement depuis son institution en 1990.    

## Carrière
Yip commence la natation à l'âge de cinq ans et la compétition à l'âge de douze ans,. Après avoir perdu la capacité à donner des coups de pied, Yip se tourne vers le dos et est reclassée de la catégorie S5 à la catégorie S3. Son entraîneur est l'ancien nageur olympique singapourien Ang Peng Siong (en) tandis que sa compatriote, la nageuse paralympique Theresa Goh (en) est son amie proche et son modèle. Outre la natation de compétition, Yip participe à des événements de sensibilisation aux sports pour handicapés, tels que les rencontres interscolaires de natation et d'athlétisme de l'école secondaire de Montfort 2007. 
Après avoir remporté des succès dans les championnats nationaux, Yip participe au Championnat d'Asie de natation handisport 2005 et y remporte deux médailles d’or. Sa première compétition internationale est les Jeux mondiaux pour amputés et fauteuils roulants de 2005, où elle rafle deux médailles d'or et une de bronze. En 2007, elle obtient trois nouvelles médailles d'or aux Championnats du monde handisport au Japon et quatre médailles d'or aux Jeux mondiaux pour amputés et fauteuils roulants. 
Aux 4e ASEAN ParaGames, Yip termine première sur le 150 m 4 nages en 4 min 56 s 34. Elle établit un record du monde en 1 min 00 s 80 sur le 50 m dos aux essais paralympiques américains. Les 22e Championnats internationaux paralympiques allemands de natation la voit établir un record du monde de 2 min 10 s 09 sur le 100 m dos lors des séries ; en finale, elle remporte la médaille d'or avec un temps de 2 min 08 s 09, améliorant son propre record du monde. 
Yip débute les Jeux paralympiques d'été de 2008 en battant un nouveau record du monde en 57 s 04 lors des séries du 50 m nage libre. Cependant, elle est battue en finale par la nageuse mexicaine Patricia Valle, remportant finalement l'argent avec un temps de 57 s 43. Sur le 50 m dos, elle affiche un temps de 57 s 92, prenant deux secondes sur son propre record du monde. Elle nage ensuite le 50 m dos en 58 s 75 et remporte l'or. C'est la première médaille d'or paralympique de l'histoire de Singapour. Après son retour à Singapour, le président décerne à Yip la Médaille du service méritoire. 
Le succès de Yip et de Laurentia Tan, qui a remporté deux médailles de bronze dans les épreuves équestres, suscite un débat public sur le traitement et la reconnaissance des athlètes handicapés à Singapour. Des lettres envoyées au Straits Times critiquent la couverture médiocre des Jeux paralympiques dans le pays. De nombreux Singapouriens commentent également la disparité des récompenses en espèces décernées par le gouvernement : 1 000 000 S $ pour une médaille d'or olympique et 100 000 S $ pour une médaille d'or paralympique,. Lorsque la question est soulevée au Parlement, le secrétaire parlementaire du MSEJ, Teo Ser Luck (en), promet d'étudier un projet visant à renforcer le soutien aux athlètes handisport et à les inclure dans des programmes sportifs tels que le Projet 0812, un programme de formation destiné aux meilleurs sportifs singapouriens. Deux mois plus tard, les récompenses en espèces des médailles paralympiques sont doublées et le financement du Conseil national paralympique de Singapour augmenté. 
Aux 8e ASEAN ParaGames, elle est porteuse de la torche avec Tay Wei Ming et Gan Kai Hong Aloysius. 
Yip participe aux Jeux paralympiques d'été de 2016. Le 10 septembre, elle nage la finale du 100 m dos S2 ; son temps de 2 min 07 s 09 lui permet d'établir un nouveau record du monde S2 et de remporter l'or. Son temps de 59 s 38 sur les 50 premiers mètres de la course est également un nouveau record du monde S2. Dans les deux cas, elle améliore son propre record. Sa médaille est la première remportée pour Singapour lors de ces Jeux. Le 16 septembre, Yip remporte sa deuxième médaille d'or lors de la finale du 50 m dos S2, avec un temps de 1 min 00 s 33. 
La même année, la Singapore Management University créé la Yip Pin Xiu, une bourse scolaire pour sportifs. 
Yip participe également aux Jeux para-asiatiques de 2018 et y rafle une médaille d'or et deux médailles de bronze au total. Le 8 octobre, elle est médaillée d'or sur le 50 m dos S1-4 et le 9 octobre, sa première médaille de bronze sur 100 m nage libre S1-4. Le 12 octobre, elle gagne sa deuxième médaille de bronze sur 50 m nage libre S1-4, avec un temps de 1 min 04 s 68, derrière la Chinoise Peng Qiuping et la Kazakh Gabidullina Zulfiya, qui finissent la course avec des temps de 43 s 48 et 45 s 51 respectivement. 
En 2019, aux Championnats du monde de natation handisport à Londres, elle remporte l'or sur le 100 m dos S2, 20 secondes devant la deuxième, la Canadienne Aly Van Wick-Smart. Deux jours plus tard, elle rafle également la médaille d'or sur le deuxième course sur laquelle elle est engagée, le 50 m dos S2 en 1 min 04 s 43. 

## Honneurs
- 2008 : Pingat Jasa Gemilang (en)[4]
- 2014 : Singapore Women's Hall of Fame[3]